# USM El Harrach
El Union Sportive de la Médina d'El Harrach es un equipo de fútbol de Argelia que milita en el Championnat National de Première Division, el torneo más importante de fútbol en el país.

## Historia
Fue fundado en el año 1931  en la ciudad de El Harrach, en el distrito de Algiers y cuenta con una rivalidad con el RC Kouba.
Ha sido campeón de liga en 1 ocasión y ha ganado el torneo de copa en 2 ocasiones y 1 subcampeonato.
A nivel internacional ha participado en 3 tornos continentales, donde su mejor participación ha sido en la Copa CAF de 1993 al llegar hasta los cuartos de final.

## Palmarés
- Championnat National de Première Division: 1

1998
- Copa de Argelia: 2

1974, 1987
- - Subcampeón: 1

2011